# Ebbe Sand
Ebbe Sand (født 19. juli 1972 i Hadsund) er en tidligere dansk fodboldspiller, samt tidligere assistent- og angrebstræner for Danmark.
Han opnåede 66 A-landskampe for Danmark og scorede 22 mål. Han blev kåret som Årets Fodboldspiller i Danmark i 1998 og 2001. I 2006 fortsatte han i en stilling som talentchef i Silkeborg IF. Ebbe Sand, som er opvokset i Hadsund, er gift og har to sønner. Han er uddannet bygningsingeniør på Polyteknisk læreanstalt (nu DTU), hvor han boede på Ostenfeld kollegiet. Ebbe Sand er tvillingebror til midtbanespilleren Peter Sand.

## Aktiv karriere

### Brøndby IF
Ebbe Sand forsøgte at komme på kontrakt i AaB, men det lykkedes ikke.
Sand flyttede i stedet for til København for at læse til ingeniør og endte i Brøndbys andetholdstrup i 1992. Her spillede han i et par år, før han blev forfremmet til førsteholdet, hvor han efter en periode som indskiftningsspiller fik chancen som førsteangriber. På den plads viste Sand sig som en af Superligaens bedste angribere nogensinde[kilde mangler].
Succesen resulterede i 1999 i, at Ebbe Sand blev solgt til tyske Schalke 04 for ca. 30 mio. kroner.

### Schalke 04
I løbet af sin tid hos Schalke 04 blev Ebbe Sand en af de allermest anerkendte udlændinge i tysk fodbold [kilde mangler], hvilket ikke mindst skyldtes hans loyalitet over for fansene og hans ukuelige fighter-vilje igennem syv år for Schalke 04[kilde mangler]. Populariteten fansene afspejler sig blandt andet i, at der år for år er solgt flest trøjer med rygnummer 11 (25.000 trøjer alene i efteråret 2003).
Hos Schalke 04 var Ebbe Sand en enkelt gang ved at vinde mesterskabet, men titlen røg til Bayern München på et mål fire minutter inde i overtiden i Bundesligaens sidste runde.

## Trænerkarriere
Fra 2008 til 2014 var Ebbe Sand angrebstræner for Danmarks landshold, men forlod i maj 2014 jobbet, da han havde store planer om at blive træner i De Forenede Arabiske Emirater i en alliance med den tidligere topspiller Allan Nielsen.
31. oktober 2018 blev han bekræftet som Brøndby IFs nye sportsdirektør, hvor han afløser Troels Bech fra 1. januar 2019.

## Rekorder
Spillerkarrierens største øjeblikke inkluderer en VM-rekord, idet han scorede VM-historiens hurtigste mål efter indskiftning (16 sekunder) med sit mål til 3-0 i 4-1-sejren mod Nigeria ved VM i 1998 i Frankrig.
Han blev samme år topscorer i den danske Superliga i 1998 med 28 mål i én sæson, hvilket først blev overgået 21 år senere af Robert Skov, der scorede 29 mål i 2018-19-. Det skal dog siges at i 1998 blev der spillet 33 kampe, mod i 2018 - 19 blev der spilet 36 kampe.
I 1997 scorede Ebbe Sand superligaens hurtigste hattrick på 4 minutter, da Brøndby vandt 4-1 mod Vejle Boldklub den 7. november 1997. Denne rekord blev senere slået af Aron Jóhannsson, der den 27. august 2012 scorede hattrick på 3 minutter og 50 sekunder, da AGF vandt 1-4 mod AC Horsens.
Han blev tysk topscorer i Bundesligaen med 22 mål i 33 kampe i sæsonen 2000-2001. Han delte titlen med HSV's Sergej Barbarez.
Ebbe Sand spillede 15 kampe og scorede 3 mål i Champions League-sammenhæng. Det bedste internationale klubresultat for Ebbe Sand blev UEFA Cup-semifinalen i sæsonen 2005-2006.

## Titler
- Brøndby IF: DM i 1995/96, 1996/97 og 1997/98. Pokalvinder i 1997/98. Topscorer i Superligaen i 1997/98 med 28 mål.
- FC Schalke 04: Pokalvinder i 2000/01 og 2001/02. Topscorer i Bundesligaen (delt) i 2000/01 med 22 mål.
- Årets spiller i Danmark i 1998 og 2001.

## Trivia
På Kalsholtvej i Sejs-Svejbæk opførte Ebbe Sand i 2006 en 404 kvadratmeter stor bolig på en 1,9 hektar stor grund. Sand solgte boligen i 2014 for 26,5 millioner kroner til direktør og Mascot-arving, Michael Grosbøl, hvilket på dette tidspunkt var det næststørste boligsalg i Danmark det år.